# Hits Remixed
A Hits Remixed az amerikai R&B énekes, Bobby Brown 1993-ban megjelent válogatásalbuma, mely az eddigi slágereinek remix, illetve extended, hosszú változatát tartalmazza.
Az album remixeit MK, Rita Liebrand, A The LaFace Family, Louil Silas, Dancin' Daddy D mixelte.

## Megjelenések
LP  MCA 10874 

MC  MCA MCC 10874
1. Humpin' Around (Vocal Club Version) - 8:10
2. That's The Way Love Is (Extended Club Mix) - 6:47
3. Get Away (MK Extended) - 7:37
4. The Freestyle Megamix (12" Version) - 7:30
5. Good Enough (Extended Jeep Mix) - 6:18
6. Two Can Play That Game (Danny 3D Vocal Club Mix) - 6:55
7. Get Away (Club Version) - 7:51
8. Humpin' Around (Humpapella) - 4:22